# Cercomantispa stenostigma
Cercomantispa stenostigma is een insect uit de familie van de Mantispidae, die tot de orde netvleugeligen (Neuroptera) behoort. 
Cercomantispa stenostigma is voor het eerst wetenschappelijk beschreven door Navás in 1936.